# Kościół św. Józefa w Dąbrowie Górnej
Kościół filialny pw. św. Józefa Oblubieńca Najświętszej Maryi Panny w Dąbrowie Górnej, należy do parafii Matki Bożej Nieustającej Pomocy w Mlecznie.

## Historia
Od połowy XVI w. do 1945 r. wieś zamieszkiwali w większości luteranie. Zbudowali oni obok gminnego cmentarza parafialnego założonego około 1860 r. (powiększonego w 1910 r.), murowaną z cegły klinkierowej kaplicę cmentarną pw. św. Jana w stylu neogotyckim. Ta kaplica, zaplanowana w marcu 1884 r., już w listopadzie tego samego roku została ukończona i uroczyście konsekrowana. Prócz nabożeństw pogrzebowych, w kaplicy odbywały się regularnie nabożeństwa (1 raz w miesiącu), odprawiane przez dojeżdżającego ścinawskiego pastora.
II wojna światowa nie spowodowała zniszczenia kaplicy, która po 1945 r. została zamieniona w katolicki kościół filialny pw. św. Józefa Oblubieńca NMP.

## Architektura
To niewielka budowla zorientowana, wzmocniona kilkoma przyporami. Posiada jedną nawę z wydzielonym, wąskim, pięciobocznie zamkniętym prezbiterium. Główny portal wejściowy oraz otwory okienne są o kształcie ostrołukowym. Pokrycie dachowe stanowi dach ceramiczny. Wnętrze kościoła jest skromne. Zachował się ołtarz pochodzący z okresu budowy oraz drewniany, malowany strop, zdobiony bogato w motywy roślinne.

## W okolicy
Na terenie dawnego cmentarza, w odległości kilku metrów od kościółka, w 1888 r. została wzniesiona drewniana dzwonnica, we wnętrzu znajduje się stalowy dzwon pochodzący najprawdopodobniej z okresu budowy dzwonnicy.